# Манномустин
Манномустин (маннитола нитроген мустард, Дегранол) — устаревший цитостатический противоопухолевый химиотерапевтический лекарственный препарат алкилирующего типа действия. Производное бис-β-хлорэтиламина.
Манномустин был впервые синтезирован и охарактеризован в 1957 году Vargha с соавторами.
Манномустин менее токсичен, чем мехлоретамин. Так, например, летальная доза манномустина для крыс при внутривенном введении равна приблизительно 56 мг/кг.

## Физико-химические свойства
Манномустин хорошо растворим в воде, мало растворим в спирте. Водные растворы манномустина имеют слабо кислую реакцию, стабильны при комнатной температуре и температуре тела.

## Фармакологическое действие
Цитостатический противоопухолевый химиопрепарат алкилирующего типа действия из группы производных бис-β-хлорэтиламина.

## Показания к применению
Хронический лимфолейкоз; хронический миелолейкоз; лимфогранулематоз; лимфосаркома, ретикулосаркома; множественная миелома; истинная полицитемия.

## Способ применения
Раствор вводят только внутримышечно через день по 0,05-0,1 г. На курс лечения — 0,8-1,3 г.

## Побочные явления
Лейкопения, лимфопения, тромбоцитопения, анемия; тошнота, рвота, головокружение.

## Противопоказания
Выраженная лейкопения, тромбоцитопения, анемия, терминальные стадии онкологического заболевания, тяжёлые заболевания печени и почек.